# Short Seamew
Short SB.6 Seamew là một loại máy bay của Anh được David Keith-Lucas thiết kế năm 1951, đây là một loại máy bay chống ngầm thay thế cho loại Grumman Avenger AS 4 của không quân hải quân hoàng gia Anh thuộc binh chủng tình nguyện dự bị.

## Quốc gia sử dụng
Anh Quốc
- Hải quân Hoàng gia
- Lực lượng quân tình nguyện dự bị hải quân hoàng gia

## Tính năng kỹ chiến thuật (Seamew AS 1)
Dữ liệu lấy từ 
Đặc điểm tổng quát
- Kíp lái: 2
- Tải trọng: 1.844 lb (836 kg)
- Chiều dài: 41 ft (12,50 m)
- Sải cánh: 55 ft (16,76 m)
  - Cánh gập 23 ft (7,01 m)
- Chiều cao: 13 ft 5in (4,09 m)
  - Cánh gập 15 ft 7,5 in (4,76 m)
- Diện tích cánh: 550 ft² (51 m²)
- Trọng lượng rỗng: 9.795 lb (4.443 kg)
- Trọng lượng có tải: 14.400 lb (6.532 kg)
- Trọng lượng cất cánh tối đa: 15.000 lb (6.804 kg)
- Động cơ: 1 × Armstrong Siddeley Mamba kiểu turboprop, 1.590 shp (1.195 kW)
- Đường kính cánh quạt: 10 ft ()

 Hiệu suất bay 
- Vận tốc cực đại: 236 mph (205 knot, 380 km/h)
- Tầm bay: 750 mi (650 nm, 1.207 km)
- Thời gian bay: 4 h khi ở 120 kt trên độ cao 5.000 ft[3][4]
- Vận tốc lên cao: 1.600 ft/phút () initial
- Tải trên cánh: 26 lb/ft² (127 kg/m²)
- Công suất/trọng lượng: 0,11 hp/lb (180 W/kg)
- Cất cánh: 500 ft

Trang bị vũ khí

- Rocket: Rocket 
Sonobuoy: 20 28-lb
- Bom: 

  - 1× ngư lôi
  - 4× bom chìm
  - Bom 275-lb A/S